# الفساد في ميانمار
الفساد في ميانمار يعد مشكلة خطيرة للغاية. ويزدهر هذا الفساد في كل قطاع من قطاعات الحكومة والأعمال بسبب الاخفاقات في القوانين وتطبيقها. ويعتبر العديد من رجال الأعمال الأجانب الفساد «عائقًا جديًا أمام الاستثمار والتجارة في ميانمار». وقد خلص استقصاء للأمم المتحدة في مايو عام 2014 إلى أن الفساد هو أكبر عائق أمام الأعمال التجارية في ميانمار.
يصنف مؤشر مدركات الفساد لعام 2021 الصادر عن منظمة الشفافية الدولية البلاد في المرتبة 140 من بين 180 دولة، وقد احتلت الدولة صاحبة القطاع العام الأكثر فسادًا المرتبة 180.
في استقصاء للأعمال في ميانمار لعام 2014، كان الفساد هو العقبة الأكثر وضوحًا أمام الأعمال، لا سيما فيما يتعلق بالحصول على تسجيل الشركات وتراخيص الأعمال والتصاريح من السلطات الحكومية.
من الشائع في ميانمار فرض رسوم غير مشروعة على الخدمات الحكومية، لرشوة محصلي الضرائب لتأمين دفع ضرائب أقل، ورشوة مسؤولي الجمارك لتجنب دفع الرسوم الجمركية.

## الخلفية

### ثورة الزعفران
في عام 2007، ألغت الحكومة البورمية آنذاك العديد من الإعانات لمختلف صناعات الوقود، الأمر الذي رفع الأسعار في جميع أنحاء البلاد. أثار هذا احتجاجات واسعة النطاق بسبب استياء الناس من الحكومة العسكرية. وكان من الملاحظ أن المواطن العادي كان مستاءً من المستويات الكبيرة لحكم الكليبتوقراطية (حكم اللصوص) في الأمة، وهذا سمح لأعضاء الديكتاتورية العسكرية بالعيش في «دولة داخل دولة» مع ثروة متراكمة تفوق بكثير ثروة الشعب. وقد ردت الحكومة بقسوة على الاحتجاجات من خلال العنف والاعتقالات التعسفية. في حين أن عدد القتلى الرسمي بلغ ثلاثة عشر قتيلًا، إلا أنه يُعتقد أن العدد الحقيقي تجاوز هذا الرقم بكثير. حتى إن الحكومة اتخذت خطوات لفرض رقابة على الوصول إلى الإنترنت داخل البلاد، ولكن دون جدوى.
على الرغم من تفريق المظاهرات وقمعها من قبل المجلس العسكري، إلا أن السكان كانوا سيصوتون لاحقًا على حكومة جديدة لينتزعوا السلطة من ثان شوي بحلول عام 2011. ومع ذلك، احتفظت عناصر من الحكومة العسكرية بالسلطة.
أمضت ميانمار خمسة عقود تحت الحكم العسكري. وانتهت هذه الفترة في عام 2011، عندما تولت حكومة شبه مدنية السلطة، وسعت إلى تجديد الاقتصاد وجذب الاستثمار الأجنبي. وكان من بين أهدافها الحد من الفساد المستشري. ومع ذلك، اعتبارًا من مايو عام 2014، كان يُنظر إلى هذه الإصلاحات على أنها ذات تأثير ضئيل على الفساد.
يقال إن كل مسؤول بارز في النظام العسكري السابق «ارتكب آلاف الجرائم المتعلقة بالفساد». كان معظم المسؤولين رفيعي المستوى في الخدمة المدنية على صلة بالمسؤولين العسكريين.
منذ نهاية الحكم العسكري، تنفذ ميانمار إصلاحات اقتصادية وتطور سوقًا حرة، ولكن وفقًا لأحد المصادر، فإن «اقتصاد السوق الناشئ ما يزال مقيدًا بعدد لا يحصى من القوانين»، ما قد يجعل الفساد يستفحل «ليعيق عمل آلية التسعير، التي يعتمد عليها الأداء السليم لاقتصاد السوق». قال كيم نينه من مؤسسة آسيا في مايو عام 2015 إنه على الرغم من الجهود المبذولة للحد من الفساد بعد الحكم العسكري، فإن بيئة الأعمال في البلاد ظلت كما هي بشكل أساسي، مع وجود القليل من الشركات الناشئة منذ العام 2011.
ذكر مقال نُشر في أكتوبر عام 2015 في مجلة وايرد أنه على الرغم من محاولات الولايات المتحدة ودول غربية أخرى لتعزيز الشفافية، فإن غالبية اقتصاد ميانمار ما تزال تحت سيطرة النخبة الفاسدة. وأثناء عملية الخصخصة، وفقًا لتقرير صادر عن مركز يو فور لموارد مكافحة الفساد الذي جرى تحديثه في أكتوبر عام 2014، «بيعت العديد من أصول الدولة للجيش وأفراد أسرهم ومعاوني كبار المسؤولين الحكوميين بأسعار بيع أقل من قيمتها الحقيقية بكثير».
ووفقًا لعدة تقارير، أثر الجيش على نتائج انتخابات العامين 2010 و2012 عن طريق التزوير والقيود على المشاركة السياسية وحظر المراقبة الدولية.

## العوامل
تشمل بعض أسباب ارتفاع مستويات الفساد في ميانمار أسعار الصرف المتعددة، والتي تمكن المسؤولين من طلب رشاوي لتقديم أسعار مواتية؛ والمعدلات المنخفضة لأجور الخدمة المدنية؛ وتقليد المحسوبية. ويشير أحد التقارير إلى أنه «نظرًا إلى عدم وجود عمليات اختيار تنافسية لدخول القطاع العام، ربما تكون الروابط الشخصية والرشوة أكثر أهمية من المؤهلات. مثلًا من الممارسات الشائعة اختيار الوزراء والموظفين المدنيين رفيعي المستوى من الجيش دون استناد إلى الخبرة».
وقد لوحظ أن ميانمار بعد عام 2011 باتت تمتلك اقتصادًا غير رسمي آخذ في التوسع، وأن هذه الاقتصادات معروفة بأنها عرضة للفساد.

## أنواع الفساد

### الفساد الصغير
يعد الفساد الصغير، الذي يعني ابتزاز الرشاوى الصغيرة أو «الهدايا» فيما يتعلق بالخدمات اليومية، «مستوطنًا في الحياة اليومية لمواطني ميانمار. وينتشر بشكل خاص عندما يتعامل المواطنون مع البيروقراطية في البلاد ويتعاملون مع المسؤولين العموميين من المستوى الأدنى حتى المتوسط». ومن الشائع «في عمليات تقديم الطلبات للحصول على التصاريح أو المستندات، حيث تصبح الرشاوى أو تقديم الهدايا عناصر لا مفر منها في العملية، وربما تصبح متأصلة ثقافيًا، مع اعتبار الرشوة بدلًا من ذلك بمثابة هدية أو لفتة طيبة». نظرًا إلى أن الهدايا التي تصل إلى 300000 كيات ميانماري (300 دولار أمريكي) لا تعتبر قانونًا فسادًا، فلا توجد عقوبات على هذا النوع من النشاط، على الرغم من أنه «يمثل تكلفة باهظة للحكومة، ويقوض الثقة في مؤسسات الدولة، وينتهك مبدأ معاملة المواطنين على قدم المساواة».

### قطاع الأعمال
يقول أحد المصادر: «مشكلة الفساد في ميانمار حادة على نحو خاص في مجال النشاط التجاري». فيجب على الشركة التي ترغب بالحصول على تصريح بناء أن تخضع لعملية تقديم تتضمن (في المتوسط) 16 إجراءً، وانتظارًا لمدة 159 يومًا، وبتكلفة تقارب 567% من دخل الفرد. يجب أن تخضع الشركة التي ترغب بالحصول على الكهرباء لخمسة إجراءات، وتنتظر 91 يومًا، وتنفق أكثر من 3000% من دخل الفرد.

### الأعمال والاستثمار الأجنبي
في استقصاء الأعمال في ميانمار لعام 2014، كان الفساد هو العقبة الأكثر تكرارًا أمام ممارسة الأعمال التجارية في البلاد. وفي تصنيف سهولة ممارسة الأعمال لعام 2014، احتلت ميانمار أيضًا مرتبة متدنية جدًا.
وفقًا لبيان مناخ الاستثمار لعام 2014، «قد يتعرض المستثمرون للفساد عند السعي للحصول على تصاريح الاستثمار أو عند استئجار الأراضي في ميانمار». «بينما كان من المتوقع أن تقدم نسبة 55.8% هدية للحصول على الكهرباء» وكان من المتوقع أن يقدم 30.1% هدايا لتأمين توصيل المياه. من المرجح أيضًا أن تفرض على الأشخاص المتقدمين للحصول على تراخيص الاستيراد والتصدير رسوم غير قانونية.
وتسن حكومة ميانمار بشكل روتيني لوائح وقوانين جديدة تؤثر على المستثمرين الأجانب دون إشعار أو مراجعة خارجية.
قال دانيال بارينز من مكتب المحاماة هربرت سميث فريهيلز، الشريك لشركة آسيالينك ومقرها أستراليا، إن الفساد يحرم مواطني ميانمار من فوائد الاستثمار الأجنبي. ووفقًا لبارينز، تخلق المشاكل المتعلقة بملكية الأراضي وحقوق الملكية الفكرية وسيادة القانون صعوبات للمستثمرين الأجانب المحتملين.

#### الأرض
في ظل الحكومة العسكرية التي حكمت ميانمار حتى عام 2011، جرى تأميم الأرض. وفقًا لتقرير صدر في أكتوبر عام 2015 في صحيفة وول ستريت جورنال، ما تزال الأراضي في ميانمار تخضع إلى حد كبير لسيطرة الجيش وحلفائه. إلى جانب ذلك، ما تزال مزاعم الإخلاء القسري شائعة في جميع أنحاء ميانمار.